# Koń trakeński

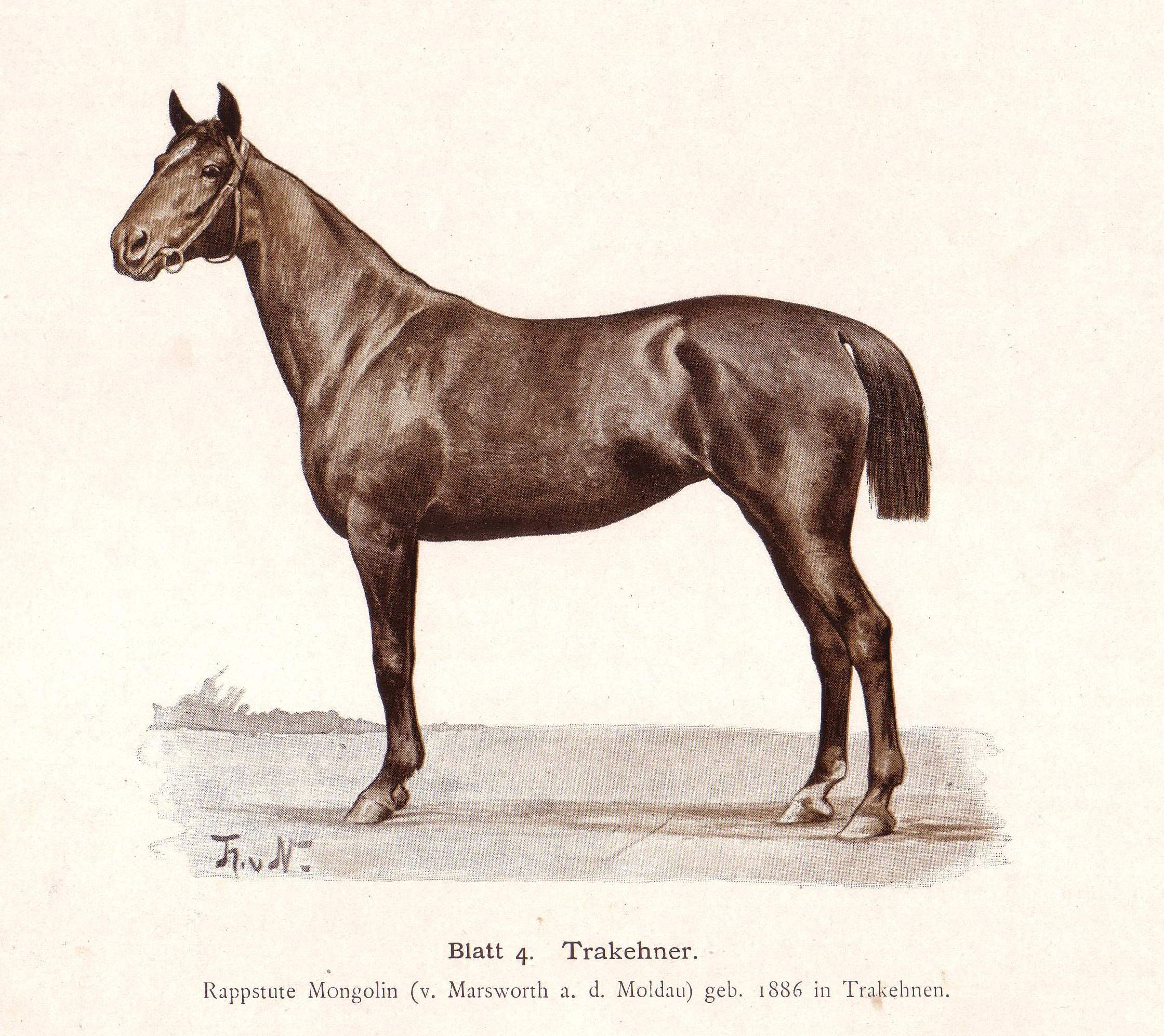
Koń trakeński

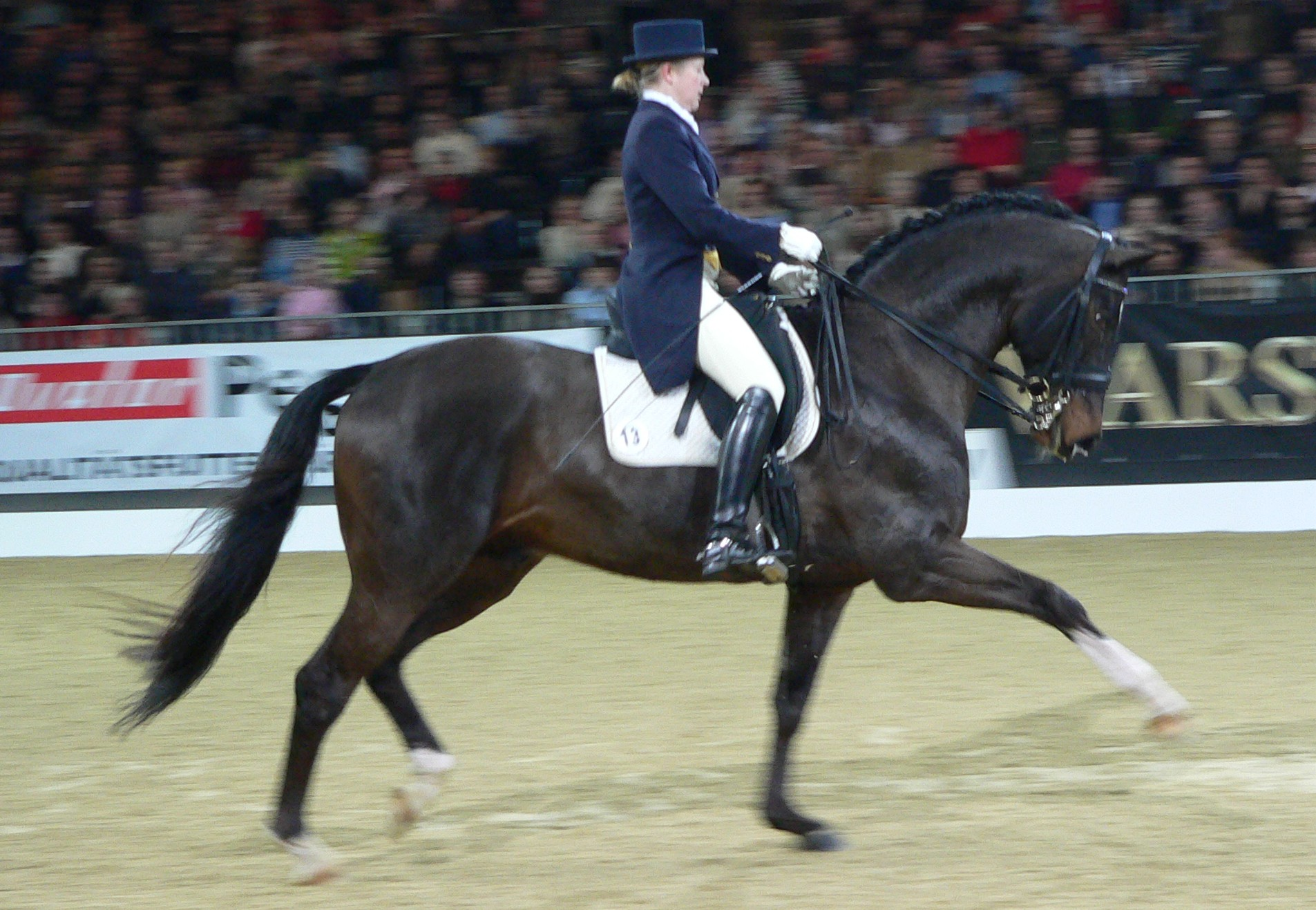
Koń trakeński w konkursie ujeżdżenia

Koń trakeński – rasa konia pochodzenia staropruskiego.

## Historia
Przodkiem konia trakeńskiego jest schweiken – silny pruski kuc, wyhodowany przez Prusów. Schweikeny/trakeny zawsze były w centrum zainteresowania, dlatego też poddawano je krzyżówkom uszlachetniającym, aby połączyć cechy wytrwałego konia prymitywnego ze wzrostem, wytrzymałością, szybkością oraz dobrym charakterem koni pełnej krwi angielskiej i czystej krwi arabskiej.
W 1732 roku została założona przez Fryderyka Wilhelma I Pruskiego Królewska Stadnina Trakenów w Trakenach, skąd wzięła się nazwa tego konia. Do stadniny obejmującej 10 tysięcy mórg ziemi sprowadzono z różnych hodowli 1600 koni, które dopiero po ponad 50 latach zostały przez naczelnego koniuszego podzielone według ras. Rasa trakeńska zaczęła się tworzyć dopiero pod koniec XIX wieku, gdy zaczęto w Europie organizować wystawy hodowlane, a stadnina skrzyżowała konie z ogierami pełnej krwi angielskiej.
Najbardziej znanym koniem tej rasy był urodzony w 1899 roku ogier Perfectionist. W 1903 roku został zakupiony i przywieziony do Anglii przez lorda Wolwertona. W okresie międzywojennym konie rasy trakeńskiej krzyżowano z ogierami arabskimi.
16 października 1944 roku stadnina w Trakenach została ewakuowana na zachód. Dużo koni utonęło w Zalewie Wiślanym, część padło, część przejęli Rosjanie. Do Niemiec dotarło tylko ok. 1500 klaczy.

## Pokrój
Koń ten posiada szlachetną głowę z dużymi oczami, długą, dobrze ukształtowaną szyję, kłąb dość krótki, ale wysoki i dobrze zarysowany. Jego pierś jest szeroka, a łopatki długie i skośne. Średnio długi, silny grzbiet kończy się lekko opadającym i dobrze umięśnionym zadem. Jego nogi są delikatne, ale suche i o mocnej kości. Wysokość w kłębie wynosi zazwyczaj 160–175 cm. Umaszczenie ma jednolite, raczej nie siwe.

## Hodowla
Schweikeny/trakeny są końmi wszechstronnego użytku – potrafią świetnie skakać, sprawdzają się w konkurencjach WKKW oraz w ujeżdżeniu. Konie tej rasy mają spokojny charakter, są przyjazne, chętne do pracy i szybko się uczą.
Następuje odradzanie tej rasy na terenie Polski.